# Sobreira Formosa
Sobreira Formosa is een plaats (freguesia) in de Portugese gemeente Proença-a-Nova en telt 2116 inwoners (2001).